# العلاقات الرومانية السلوفاكية
العلاقات الرومانية السلوفاكية هي العلاقات الثنائية التي تجمع بين رومانيا وسلوفاكيا.

## مقارنة بين البلدين
هذه مقارنة عامة ومرجعية للدولتين:
| وجه المقارنة                                              | رومانيا                                                                               | سلوفاكيا                                                       |
| --------------------------------------------------------- | ------------------------------------------------------------------------------------- | -------------------------------------------------------------- |
| المساحة (كم2)                                             | 238.40 ألف                                                                            | 49.03 ألف                                                      |
| عدد السكان (نسمة)                                         | 19.59 مليون                                                                           | 5.44 مليون                                                     |
| الكثافة السكانية (ن./كم²)                                 | 82.17                                                                                 | 110.95                                                         |
| العاصمة                                                   | بوخارست                                                                               | براتيسلافا                                                     |
| اللغة الرسمية                                             | اللغة الرومانية                                                                       | اللغة السلوفاكية                                               |
| العملة                                                    | ليو روماني                                                                            | كرونة سلوفاكية، يورو                                           |
| الناتج المحلي الإجمالي (بليون دولار)                      | 211.80 مليار                                                                          | 95.77 مليار                                                    |
| الناتج المحلي الإجمالي (تعادل القوة الشرائية) بليون دولار | 465.56 مليار                                                                          | 162.34 مليار                                                   |
| الناتج المحلي الإجمالي الاسمي للفرد دولار أمريكي          | 9.47 ألف                                                                              | 16.09 ألف                                                      |
| الناتج المحلي الإجمالي للفرد دولار أمريكي                 | 23.63 ألف                                                                             | 30.46 ألف                                                      |
| مؤشر التنمية البشرية                                      | 0.793                                                                                 | 0.844                                                          |
| رمز المكالمات الدولي                                      | +40                                                                                   | +421                                                           |
| رمز الإنترنت                                              | .ro                                                                                   | .sk                                                            |
| المنطقة الزمنية                                           | ت ع م+02:00، ت ع م+03:00، أوروبا/بوخارست ‏، توقيت شرق أوروبا، توقيت شرق أوروبا الصيفي ‏ | توقيت وسط أوروبا، ت ع م+01:00، ت ع م+02:00، أوروبا/براتيسلافا ‏ |

## مدن متوأمة
في ما يلي قائمة باتفاقيات التوأمة بين مدن رومانية وسلوفاكية:
- ترتبط سيريت مع زفولن باتفاقية توأمة.
- ترتبط ميركورا تشيوك مع جيليزوفتسي باتفاقية توأمة.
- ترتبط Odorheiu Secuiesc [الإنجليزية]‏ مع دونيسكا ستريدا باتفاقية توأمة منذ 24 نوفمبر 2016.
- ترتبط Jimbolia [الإنجليزية]‏ مع دونيسكا ستريدا باتفاقية توأمة.
- ترتبط Baraolt [الإنجليزية]‏ مع شتوروفو باتفاقية توأمة.
- ترتبط Salonta [الإنجليزية]‏ مع ريمافسكا سوبوتا باتفاقية توأمة.
- ترتبط أوراديا مع كوشيتسه باتفاقية توأمة منذ 2008.[19][20][19][20]
- ترتبط باتساني  [لغات أخرى]‏ مع Kamenín [الإنجليزية]‏ باتفاقية توأمة.
- ترتبط سفنتو جيورجي مع كرالوسكي خلمتش باتفاقية توأمة.
- ترتبط Valea lui Mihai [الإنجليزية]‏ مع تورنالا باتفاقية توأمة.
- ترتبط Ciumani [الإنجليزية]‏ مع Nenince [الإنجليزية]‏ باتفاقية توأمة.
- ترتبط Sebeș [الإنجليزية]‏ مع كومارنو باتفاقية توأمة.

## منظمات دولية مشتركة
يشترك البلدان في عضوية مجموعة من المنظمات الدولية، منها:
| علم المنظمة | اسم المنظمة                               | تاريخ انضمام رومانيا | تاريخ انضمام سلوفاكيا |
| ----------- | ----------------------------------------- | -------------------- | --------------------- |
|             | المنظمة الأوروبية لسلامة الملاحة الجوية   | 1996                 | 1997                  |
|             | منظمة الشرطة الجنائية الدولية             | ?                    | ?                     |
|             | الاتحاد البريدي العالمي                   | ?                    | ?                     |
|             | مركز تنسيق الحركة في أوروبا ‏              | ?                    | ?                     |
|             | حلف شمال الأطلسي                          | 29 مارس 2004         | 29 مارس 2004          |
|             | منظمة التجارة العالمية                    | 1995                 | ?                     |
|             | الفريق المعني برصد الأرض                  | ?                    | ?                     |
|             | مجموعة الموردين النوويين                  | ?                    | ?                     |
|             | مؤسسة التنمية الدولية                     | 12 أبريل 2014        | 1993                  |
|             | اتفاقية السماوات المفتوحة                 | ?                    | ?                     |
|             | منظمة الأمن والتعاون في أوروبا            | 25 يونيو 1973        | 1993                  |
|             | مؤسسة التمويل الدولية                     | 23 سبتمبر 1990       | 1993                  |
|             | منظمة حظر الأسلحة الكيميائية              | ?                    | ?                     |
|             | الأمم المتحدة                             | 14 ديسمبر 1955       | 19 يناير 1993         |
|             | الاتحاد الدولي للاتصالات                  | 9 فبراير 1866        | 23 فبراير 1993        |
|             | الاتحاد الأوروبي                          | 2007                 | 1 مايو 2004           |
|             | البنك الدولي للإنشاء والتعمير             | 15 ديسمبر 1972       | 1993                  |
|             | مجموعة أستراليا                           | 1995                 | 1994                  |
|             | المركز الدولي لتسوية المنازعات الاستشارية | 12 أكتوبر 1975       | 26 يونيو 1994         |
|             | وكالة ضمان الاستثمار متعدد الأطراف        | 10 سبتمبر 1992       | 1993                  |
|             | يونسكو                                    | 27 يوليو 1956        | 9 فبراير 1993         |

## وصلات خارجية
- موقع وزارة الخارجية الرومانية
- موقع وزارة الخارجية السلوفاكية